# 天主教姆布吉馬伊教區
天主教姆布吉馬伊教區（拉丁語：Dioecesis Mbugimayensis）是剛果民主共和國一個羅馬天主教教區，屬卡南加總教區。
教區的前身是一個宗座署理區，成立於1963年，1966年5月3日升為教區。位於該國中南部東開賽省南部。2004年有教友2,500,000人（佔轄區總人口62.5%）、七十七個堂區、141名司鐸。現任教區主教為巴爾納鐸-厄瑪奴爾·卡桑達·穆倫加。